# Ocean City Open 1977 - Doppio
Il doppio del torneo di tennis Ocean City Open 1977, facente parte della categoria Grand Prix, ha avuto come vincitori Aleksandre Met'reveli e Bill Scanlon che hanno battuto in finale John McEnroe e Cliff Richey con il punteggio di 7–6 6–3

## Tabellone

### Legenda
| - Q = Qualificato - WC = Wild card - LL = Lucky loser | - ALT = Alternate - SE = Special Exempt - PR = Protected Ranking | - w/o = Walkover - r = Ritirato - d = Squalificato |

|  | Primo turno                        | Primo turno                        | Primo turno                        | Primo turno                        | Primo turno |  |  | Finale                             | Finale                             | Finale                             | Finale | Finale |  |
|  |                                    |                                    |                                    |                                    |             |  |  |                                    |                                    |                                    |        |        |  |
|  | Ray Moore Charlie Pasarell         | Ray Moore Charlie Pasarell         | Ray Moore Charlie Pasarell         | 2                                  | 6           |  |  |                                    |                                    |                                    |        |        |  |
|  | John McEnroe Cliff Richey          | John McEnroe Cliff Richey          | John McEnroe Cliff Richey          | 6                                  | 7           |  |  | John McEnroe Cliff Richey          | John McEnroe Cliff Richey          | John McEnroe Cliff Richey          | 6      | 3      |  |
|  | Aleksandre Met'reveli Bill Scanlon | Aleksandre Met'reveli Bill Scanlon | Aleksandre Met'reveli Bill Scanlon | Aleksandre Met'reveli Bill Scanlon | W-O         |  |  | Aleksandre Met'reveli Bill Scanlon | Aleksandre Met'reveli Bill Scanlon | Aleksandre Met'reveli Bill Scanlon | 7      | 6      |  |
|  | Ion Țiriac Guillermo Vilas         |                                    |                                    |                                    |             |  |  |                                    |                                    |                                    |        |        |  |